# آلبرتو پاندوفلی
آلبرتو پاندوفلی (به اسپانیایی: Alberto Pandolfi) (زاده ۲۰ اوت ۱۹۴۰ در لیما) سیاست‌مدار اهل پرو است. وی در دو دوره در سال‌های ۱۹۹۶–۱۹۹۸ و از ۱۹۹۸–۱۹۹۹ نخست‌وزیر این کشور بود.